# Nœud pentacle
 (signalé en mai 2025).
Si vous disposez d'ouvrages ou d'articles de référence ou si vous connaissez des sites web de qualité traitant du thème abordé ici, merci de compléter l'article en donnant les références utiles à sa vérifiabilité et en les liant à la section « Notes et références ».
- Archive Wikiwix
- Bing
- Cairn
- DuckDuckGo
- E. Universalis
- Gallica
- Google
- G. Books
- G. News
- G. Scholar
- Persée
- Qwant
- (zh) Baidu
- (ru) Yandex
- (wd) trouver des œuvres sur Wikidata

Dans la théorie des nœuds, le nœud pentacle est l'un des deux nœuds avec 5 croisements, l'autre étant le nœud à trois torsions. Il est noté 51 dans la notation d'Alexander-Briggs. C'est le nœud torique (5,2). Il est la version fermée du double nœud plat.

## Propriétés
51 est un nœud premier. Son entortillement est 5, et il est inversible mais pas amphichiral. Son polynôme d'Alexander est
{\displaystyle \Delta (t)=t^{2}-t+1-t^{-1}+t^{-2}} ,
son polynôme de Conway est
{\displaystyle \nabla (z)=z^{4}+3z^{2}+1} ,
et son polynôme de Jones est
{\displaystyle V(q)=q^{-2}+q^{-4}-q^{-5}+q^{-6}-q^{-7}.}
Ce sont les mêmes que les polynômes d'Alexander, de Conway et Jones du nœud 10132. Cependant, le polynôme de Kauffman peut être utilisé pour distinguer ces deux nœuds.

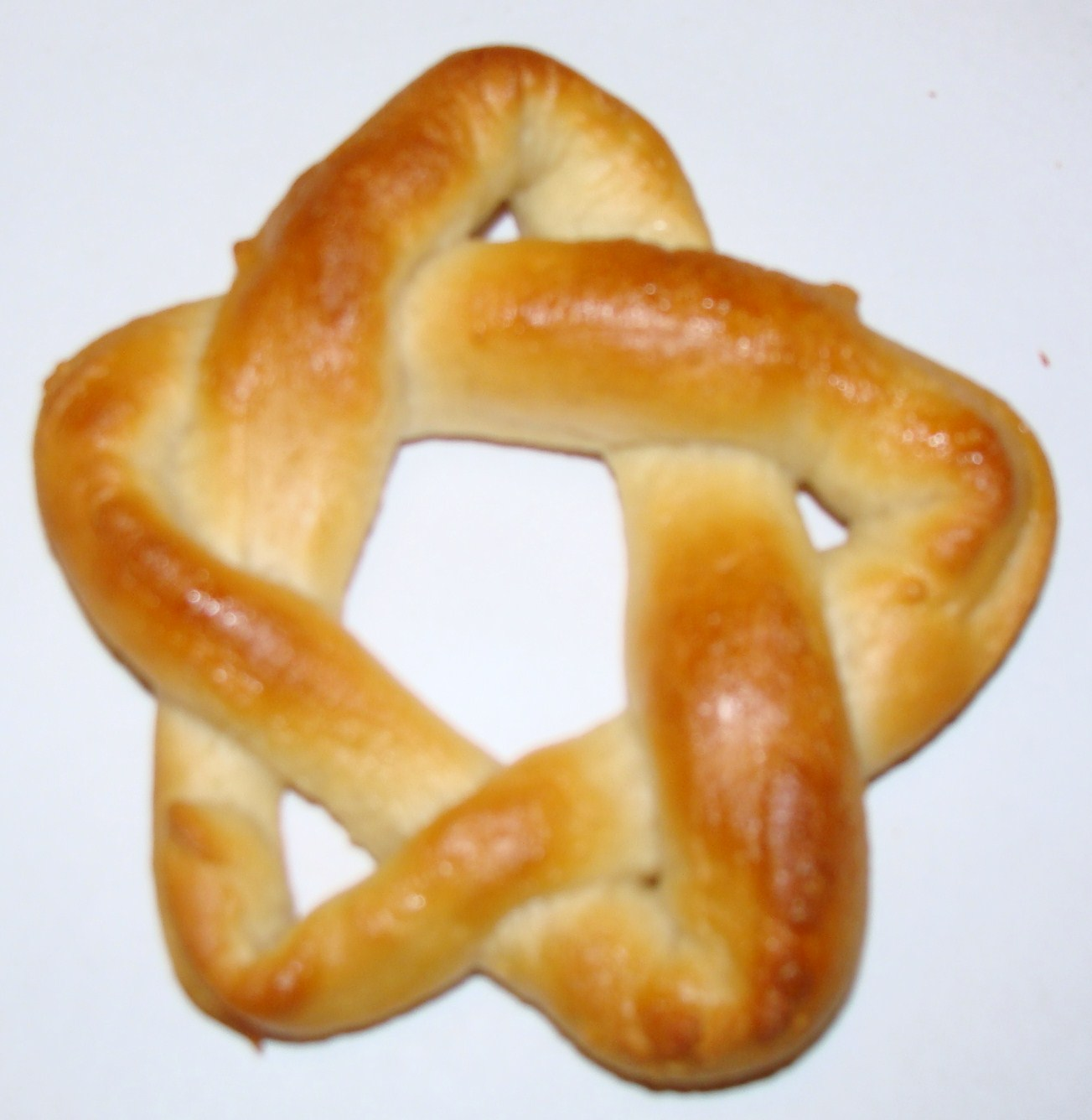
Noeud 5_{1} comestible.